# باغداتی
باغداتی (به گرجی: ბაღდადი) شهری در استان ایمرتی گرجستان است. جمعیت این شهر طبق سرشماری سال ۲۰۰۹ میلادی ۴٬۸۰۰ نفر بوده‌است.

## نام
نام این شهر، هم‌ریشه با نام پایتخت عراق، شهر بغداد است. ریشهٔ این نام‌ها، زبان پهلوی (پارسی میانه) می باشد. معنی این نام، «خدا داده» می باشد و از ترکیب دو واژهٔ پهلوی «بغ» () به معنی خدا، و «داد» () به معنی «داده» تشکیل شده است. در طول دورانی که گرجستان بخشی از امپراطوری تزاری و پس از آن، شوروی بود، نام این شهر در روسی، «باغدادی»  (روسی: Багдади) بود. در سال ۱۹۴۰ میلادی، نام این شهر، به افتخار شاعر معروف، ولادیمیر مایاکوفسکی، زادهٔ این شهر به سال ۱۸۹۳ میلادی، به «مایاکوفسکی» (گرجی: მაიაკოვსკი; روسی: Маяковский) تغییر کرد. در سال ۱۹۹۱ میلادی، پس از استقلال گرجستان، نام این شهر به «باغداتی» برگردانده شد.